# Bishop Sutton
Bishop Sutton is een plaats in het bestuurlijke gebied Bath and North East Somerset (graafschap Somerset). De plaats telt ongeveer 1000 inwoners.

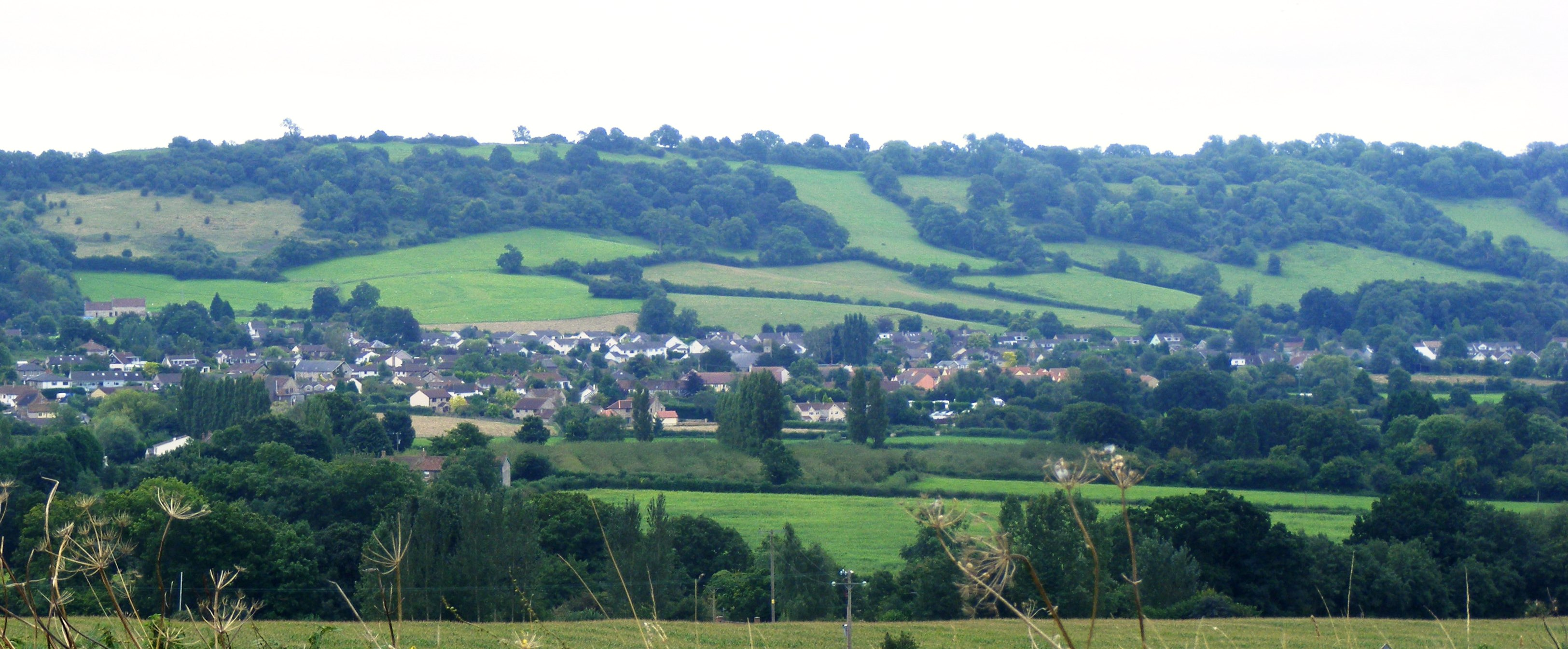
Bishop Sutton